# Johnny (Film)
Johnny ist ein Filmdrama von Daniel Jaroszek. Der auf wahren Begebenheiten basierende Film wird aus der Sicht von Patryk Galewski erzählt, dem Schützling des Pfarrers Jan Kaczkowski, der in dessen Hospiz in der nordpolnischen Stadt Puck seine Sozialstunden ableistet und dessen Leben hierdurch eine Wendung zum Besseren nimmt. Der Film feierte im September 2022 beim Polnischen Filmfestival Gdynia seine Premiere, kam kurz später in die polnischen Kinos und wurde im März 2023 in mehreren Ländern in das Programm von Netflix aufgenommen.

## Handlung
Patryk hat schon wegen einer Vielzahl von Gewalt- und Drogendelikten im Gefängnis gesessen. Nun kommt er aus der Haft frei, wenn er Sozialstunden ableistet. Er tut dies in einem Hospiz in Puck, das erst vor kurzem von Pater Jan Kaczkowski gegründet wurde. Dieser kümmert sich auf bemerkenswerte Weise um die Sterbenden und hat es mit seiner humorvollen Art geschafft, Schüler für regelmäßige karitative Betätigung in seiner Einrichtung zu motivieren. Kaczkowski will aber nicht nur Sterbenden, sondern auch allen anderen Menschen helfen, die sich in Not befinden, um die sich sonst niemand kümmert. Dies tut der unkonventionelle Priester gegen den Willen seines Bischofs. 
Mit der Zeit entwickelt sich zwischen Patryk und dem Katholiken eine Freundschaft. Es gelingt Pater Koczkowski, dem jungen Mann einen besseren Weg für sein Leben aufzuzeigen. Sein eigener wird hingegen bald enden, denn Koczkowski hat Krebs, einen Gehirntumor im Endstadium, und ihm bleibt nicht mehr viel Zeit, alles in Ordnung zu bringen, wie er wollte.

## Biografisches
Die im Film erzählte Geschichte beruht auf wahren Begebenheiten. Jan Adam Kaczkowski, ein Doktor der theologischen Wissenschaften und Bioethiker, gründete und leitete ein Hospiz in Puck. Er galt als große Hoffnung der Katholischen Kirche in Polen und zeigte, dass diese auch offen sein kann und Menschen nicht lediglich stigmatisiert. Kaczkowski starb im März 2016. Seine Freunde nannten ihn Johnny.

## Produktion

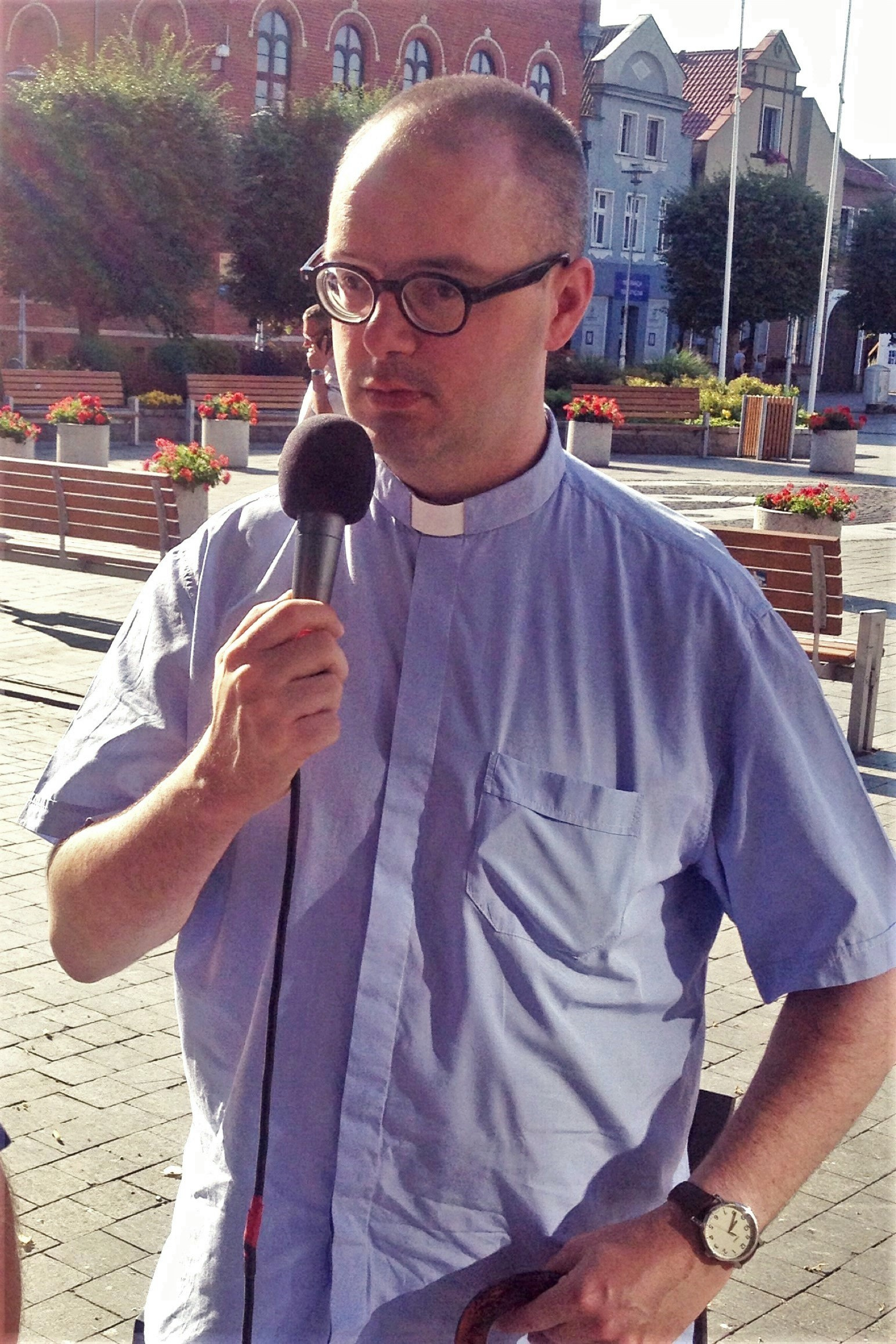
Pfarrer Jan Adam Kaczkowski, genannt Johnny

Johnny ist das Spielfilmdebüt des polnischen Regisseurs Daniel Jaroszek. Das Drehbuch schrieb Maciej Kraszewski.
Dawid Ogrodnik spielt Pfarrer Jan Kaczkowski und Piotr Trojan seinen neuen Schützling Patryk Galewski. Maria Pakulnis spielt Hanna, eine pensionierte Schauspielerin, die in dem Hospiz lebt und Patryk nicht nur gute Manieren, sondern auch das Leben beibringt.
Der Film erhielt vom Polnischen Filminstitut eine Finanzierungshilfe in Höhe von 1,5 Millionen PLN.
Die Dreharbeiten fanden in Puck in der Danziger Bucht und im nahegelegenen Ostseebad Sopot statt. Weitere Aufnahmen entstanden in der Kleinstadt Konstancin-Jeziorna im Landkreis Piaseczno der Woiwodschaft Masowien. Als Kameramann fungierte Michal Dabal.
Die Premiere des Films erfolgte am 12. September 2022 beim Polnischen Filmfestival Gdynia. Am 23. September 2022 kam er in die polnischen Kinos. Am 23. März 2023 wurde er in verschiedenen Ländern in das Programm von Netflix aufgenommen, unter anderem in den USA.

## Rezeption

### Kritiken
In einer Kritik des Filmdiensts heißt es, der Film mache aus der Vita Jan Kaczkowskis eine moderne Heiligenlegende inklusive Bekehrungswunder, feiere tätige Nächstenliebe als wichtigste christliche Tugend und versuche dabei, indem er den Kriminellen zur ruppigen Underdog-Erzählerfigur macht, einen weihrauchgeschwängerten Tonfall zu vermeiden. Trotzdem verfalle die Inszenierung immer mal wieder ins Pathetische.

### Auszeichnungen
Polnisches Filmfestival Gdynia 2022

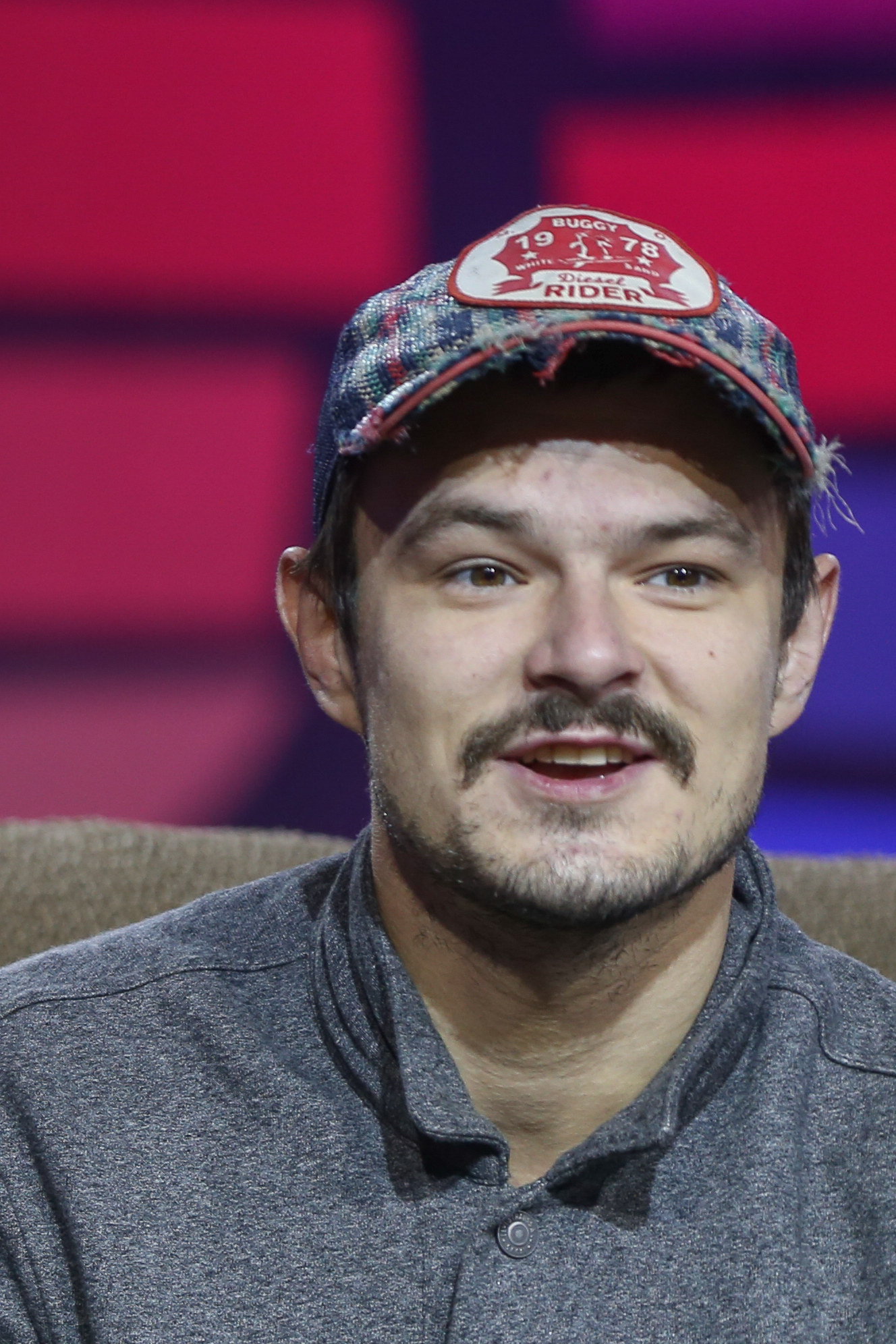
Dawid Ogrodnik spielt Pfarrer Jan Kaczkowski

- Auszeichnung als Bester Film mit dem Publikumspreis (Daniel Jaroszek)
- Auszeichnung als Bester Hauptdarsteller (Dawid Ogrodnik)
- Auszeichnung als Bester Schauspieler – Spielfilm (Piotr Trojan)
- Auszeichnung als Beste Nachwuchsdarstellerin – Spielfilm (Marta Stalmierska)
- Nominierung als Bester Film (Daniel Jaroszek und Robert Kijak)[9]

Polnischer Filmpreis 2023
- Auszeichnung als Bester Film mit dem Publikumspreis (Daniel Jaroszek und Robert Kijak)
- Auszeichnung als Bester Hauptdarsteller (Dawid Ogrodnik)
- Auszeichnung als Beste Nebendarstellerin (Maria Pakulnis)
- Auszeichnung für das Beste Make-up (Liliana Galazka)
- Nominierung als Bester Film (Daniel Jaroszek und Robert Kijak)[3][10]